# 長寿社会開発センター
一般財団法人 長寿社会開発センター （ちょうじゅしゃかいかいはつセンター）は、ねんりんピックをはじめ高齢者の生きがいに関するシンプジウムなどのイベントを開催している団体。以前は厚生労働省老健局所管の財団法人であったが、公益法人制度改革に伴い一般財団法人へ移行した。